# 수슈미타 센
수슈미타 센(힌디어: सुष्मिता सेन, 영어: Sushmita Sen, 1975년 11월 19일 ~ )은 인도의 배우이다. 1994년 미스 유니버스 인도의 첫 우승자이다.

## 출연 작품
- 파운드 어 그룸 (2010)
- 두 낫 디스터브 (2009)
- 메인 피아르 켠 키야 (2005)
- 비욘드 러브 (2005)
- 내가 여기 있잖아 (2004)
- 비코즈 아이 돈트 라이 (2001)
- 피자 (2000)
- 비위 넘버 원 (1999)
- 조르 (1998)